# Wallaru
Wallaru é uma das três espécies de marsupiais da família Macropodidae, e tem um tamanho intermediário entre os cangurus e os wallaby. O nome "wallaru" provém de um trocadilho entre "wallaby" e "canguru".